# Satyrium
Satyrium – rodzaj roślin z rodziny storczykowatych (Orchidaceae). Rośliny naziemne o kulistych, jajowatych lub elipsoidalnych bulwach. Występują w Afryce oraz Azji w takich państwach i regionach jak: Angola, Asam, Burundi, Kamerun, południowe prowincje RPA, Republika Środkowoafrykańska, Chiny południowo-centralne oraz południowowschodnie, Kongo, Komory, wschodnie i zachodnie Himalaje, Etiopia, Wolne Państwo, Gwinea, Indie, Kenia, Lesotho, Madagaskar, Malawi, Mozambik, Mjanma, Nepal, Nigeria, Pakistan, Rwanda, Reunion, Sierra Leone, Sri Lanka, Sudan, Eswatini, Tanzania, Tajlandia, Tybet, Uganda, Jemen, Zimbabwe, Demokratyczna Republika Konga.

## Morfologia
Liście wyrastają na pędach wegetatywnych i na łodydze kwitnącej. Kwiatostan kilku- lub wielokwiatowy, przysadki często duże. Listki zewnętrznego okółka okwiatu częściowo połączone z listkami wewnętrznego okółka i warżką. Listki wewnętrznego okółka zwykle węższe od zewnętrznych. Warżka cienka lub mięsista, tworząca kaptur z szerokim lub wąskim otworem, prawie zawsze z dwoma ostrogami u nasady, czasami zredukowanymi. Ostrogi długie i smukłe lub krótkie i tępe, rzadko nieobecne. Prętosłup wyprostowany lub zakrzywiony, pylnik znajduje się u jego szczytu. Pyłkowiny dwie, każda z uczepką, tarczką nasadową, czasem tarczka jest wspólna.

## Systematyka
Rodzaj sklasyfikowany do podplemienia Satyriinae w plemieniu Diseae, podrodzina storczykowe (Orchidoideae), rodzina storczykowate (Orchidaceae), rząd szparagowce (Asparagales) w obrębie roślin jednoliściennych.
Wykaz gatunków
- Satyrium aberrans Summerh.
- Satyrium aciculare van der Niet & P.J.Cribb
- Satyrium acuminatum Lindl.
- Satyrium aethiopicum Summerh.
- Satyrium afromontanum la Croix & P.J.Cribb
- Satyrium amblyosaccos Schltr.
- Satyrium amoenum (Thouars) A.Rich.
- Satyrium anomalum Schltr.
- Satyrium baronii Schltr.
- Satyrium bicallosum Thunb.
- Satyrium bicorne (L.) Thunb.
- Satyrium brachypetalum A.Rich.
- Satyrium bracteatum (L.f.) Thunb.
- Satyrium breve Rolfe
- Satyrium buchananii Schltr.
- Satyrium candidum Lindl.
- Satyrium carneum (Aiton) Sims
- Satyrium carsonii Rolfe
- Satyrium chlorocorys Rchb.f. ex Rolfe
- Satyrium compactum Summerh.
- Satyrium comptum Summerh.
- Satyrium confusum Summerh.
- Satyrium coriifolium Sw.
- Satyrium coriophoroides A.Rich.
- Satyrium crassicaule Rendle
- Satyrium cristatum Sond.
- Satyrium ecalcaratum Schltr.
- Satyrium elongatum Rolfe
- Satyrium emarcidum Bolus
- Satyrium erectum Sw.
- Satyrium eurycalcaratum van der Niet
- Satyrium fimbriatum Summerh.
- Satyrium flavum la Croix
- Satyrium foliosum Sw.
- Satyrium hallackii Bolus
- Satyrium humile Lindl.
- Satyrium jacottetiae Kraenzl.
- Satyrium johnsonii Rolfe
- Satyrium kermesinum Kraenzl.
- Satyrium ketumbense Kraenzl.
- Satyrium ligulatum Lindl.
- Satyrium liltvedianum van der Niet
- Satyrium longicauda Lindl.
- Satyrium longicolle Lindl.
- Satyrium lupulinum Lindl.
- Satyrium macrophyllum Lindl.
- Satyrium mechowii Rchb.f.
- Satyrium membranaceum Sw.
- Satyrium microcorys Schltr.
- Satyrium microrrhynchum Schltr.
- Satyrium mirum Summerh.
- Satyrium miserum Kraenzl.
- Satyrium monadenum Schltr.
- Satyrium monophyllum Kraenzl.
- Satyrium muticum Lindl.
- Satyrium neglectum Schltr.
- Satyrium nepalense D.Don
- Satyrium odorum Sond.
- Satyrium oliganthum Schltr.
- Satyrium orbiculare Rolfe
- Satyrium outeniquense Schltr.
- Satyrium pallens S.D.Johnson & Kurzweil
- Satyrium paludosum Rchb.f.
- Satyrium parviflorum Sw.
- Satyrium perrieri Schltr.
- Satyrium princeae Kraenzl.
- Satyrium princeps Bolus
- Satyrium pulchrum S.D.Johnson & Kurzweil
- Satyrium pumilum Thunb.
- Satyrium pygmaeum Sond.
- Satyrium retusum Lindl.
- Satyrium rhodanthum Schltr.
- Satyrium rhynchanthoides Schltr.
- Satyrium rhynchanthum Bolus
- Satyrium riparium Rchb.f.
- Satyrium robustum Schltr.
- Satyrium rostratum Lindl.
- Satyrium rupestre Schltr. ex Bolus
- Satyrium sceptrum Schltr.
- Satyrium schimperi Hochst. ex A.Rich.
- Satyrium shirense Rolfe
- Satyrium situsanguinum van der Niet & Liltved
- Satyrium sphaeranthum Schltr.
- Satyrium sphaerocarpum Lindl.
- Satyrium stenopetalum Lindl.
- Satyrium striatum Thunb.
- Satyrium trinerve Lindl.
- Satyrium volkensii Schltr.
- Satyrium welwitschii Rchb.f.
- Satyrium yunnanense Rolfe

Wykaz hybryd
- Satyrium × fibeckii Phiri
- Satyrium × guthriei Bolus